# Tadeusz Kałdoński
Tadeusz Kałdoński (ur. 1946) – polski inżynier i nauczyciel akademicki, profesor nauk technicznych, specjalista w zakresie tribologii.

## Życiorys
Ukończył w 1975 studia w Wojskowej Akademii Technicznej. W 1980 uzyskał stopień doktora, a w 1996 stopień doktora habilitowanego (na podstawie pracy Zużywanie ścierne w systemach tribologicznych typu tłok-cylinder). W 2008 otrzymał tytuł naukowy profesora nauk technicznych. Specjalizuje się w tribologii, paliwach i smarach.
Zawodowo związany od początku z WAT, w 1999 został profesorem nadzwyczajnym tej uczelni. Obejmował stanowiska kierownika Zakładu Tribologii, Paliw Płynnych i Smarów, kierownika Katedry Pojazdów Mechanicznych i Transportu, prodziekana i później dziekana Wydziału Mechanicznego. Pełni funkcję dyrektora Instytutu Pojazdów Mechanicznych i Transportu.
Odznaczony m.in. Medalem Komisji Edukacji Narodowej (1998), Złotym Krzyżem Zasługi (1996), Krzyżem Kawalerskim (2000) i Oficerskim (2010) Orderu Odrodzenia Polski.

## Wybrane publikacje
- Badanie i modelowanie procesów zużywania ściernego hydraulicznych par precyzyjnych, WAT, Warszawa 2008
- Normowanie i racjonalizacja zużycia produktów naftowych w eksploatacji pojazdów mechanicznych, PTE, Katowice 1988
- Paliwa do silników o zapłonie samoczynnym (współautor), Wydawnictwa Komunikacji i Łączności, Warszawa 2004
- Tribologiczne zastosowania azotku boru, WAT, Warszawa 2006